# Sven Tippelt
Sven Tippelt född den 3 juni 1965 i Leipzig, Tyskland, är en östtysk gymnast.
Han tog OS-silver i lagmångkampen, OS-brons i ringar och OS-brons i barr i samband med de olympiska gymnastiktävlingarna 1988 i Seoul.